# Jake Smith
Jacob Wesley Smith (Oakville, 1º maggio 1995) è un hockeista su ghiaccio canadese naturalizzato italiano, milita come portiere nell'Esbjerg Energy, squadra della Metal Ligaen, e nella Nazionale italiana.

## Palmarès

### Club
- Campionato austriaco: 1

Bolzano: 2017-2018

### Individuale
- Miglior percentuale di salvataggi della Serie A: 1

2021-2022 (97,2%)
- Miglior media reti subite della Serie A: 1

2021-2022 (1.00)